# Левковцы (Волочисский район)
Левковцы (укр. Левківці) — село в Волочисском районе Хмельницкой области Украины.
Население по переписи 2001 года составляло 126 человек. Почтовый индекс — 31221. Телефонный код — 3845. Занимает площадь 1,09 км². Код КОАТУУ — 6820989003.

## Местный совет
31221, Хмельницкая обл., Волочисский р-н, с. Чухели